# Oryzoborus
Genre
Oryzoborus est un genre de passereaux de la famille des Thraupidae.

## Liste d'espèces
D'après la classification de référence du Congrès ornithologique international (ordre phylogénique) :
- Oryzoborus funereus P. L. Sclater, 1860 - Sporophile à bec fort
- Oryzoborus angolensis (Linnaeus, 1766) - Sporophile curio
- Oryzoborus nuttingi Ridgway, 1884 - Sporophile de Nutting
- Oryzoborus crassirostris (Gmelin, 1789) - Sporophile crassirostre
- Oryzoborus maximiliani Cabanis, 1851 - Sporophile de Maximilien
- Oryzoborus atrirostris P. L. Sclater et Salvin, 1878 - Sporophile à bec noir